# Gustaaf Joos
Gustaaf Joos (Sint-Niklaas, 5 juli 1923 - Landskouter, 2 november 2004) was een Belgisch priester en officiaal van het bisdom Gent, en later kardinaal.

## Jeugd en roeping
Hij werd geboren in Sint-Niklaas in een katholiek gezin: zijn vader bouwkundige en aannemer Albert Joos-Kurtz was als hoofdman van de confrerie van de H. Jozef parochiaal zeer actief. Ook drie van zijn broers werden priester gewijd. Na zijn priesterwijding op 28 april 1946 behaalde hij zijn doctoraat in kerkelijk recht aan de Pauselijke Universiteit Gregoriana. Een van zijn studiegenoten in Rome was Karol Woityla, die korte tijd verbleef op het Belgisch Pauselijk College. Uit die periode groeide een levenslange vriendschap die behouden bleef toen Wojtyla beter bekend raakte als paus Johannes Paulus II. 
Na zijn terugkeer naar België oefende hij verschillende functies uit binnen de Katholieke Kerk. Hij werd in 1949 onderpastoor in Beveren-Waas en vanaf 1951 docent in Aalst. Op 3 juli 1959 werd hij docent benoemd aan het seminarie van Gent en in datzelfde jaar ging hij aan de slag bij de diocesane kerkelijke rechtbank. Op 5 november 1984 werd hij benoemd tot hoofd van de kerkelijke rechtbank in Gent en op 1 februari 1994 werd hij rechter aan de interdiocesane rechtbank. Hij combineerde zijn werk aan de rechtbank met de herderlijke zorg als pastoor van de Sint-Agathaparochie van Landskouter (gemeente Oosterzele). Joos was als kanunnik verbonden aan het Sint-Baafskapittel.

## Kardinaal
Op 7 oktober 2003 benoemde paus Johannes Paulus II Gustaaf Joos tot titulair aartsbisschop van Ieper. Op 11 oktober werd hij gewijd door bisschop Arthur Luysterman en tijdens het consistorie van 2003 tot kardinaal gecreëerd. Daarbij kreeg hij in Rome de 'San Pier Damiani ai Monti di San Paolo' als titelkerk toegewezen. Op grond van zijn leeftijd (80 jaar) had hij al bij zijn creatie geen stemrecht meer bij eventuele conclaven.
Op 21 januari 2004 verscheen in het Vlaamse weekblad P-Magazine een interview met kardinaal Joos. Hij verklaarde onder andere dat, volgens zijn ervaring als pastoor, het merendeel van de homoseksuelen seksueel geperverteerden zijn. Hij zei ook dat de manier waarop het algemeen stemrecht in Europa wordt toegepast verbeterd zou kunnen worden door aan ouders met kinderen meer stemrecht te geven (het zogenaamde familiestemrecht). Hij uitte zich verder ook heel bitter over de Belgische politiek, waarin volgens hem veel "leeghoofden" actief waren. Het Centrum voor gelijkheid van kansen en voor racismebestrijding besliste op 23 januari 2004 om een klacht tegen hem in te dienen bij het Parket van Gent wegens "beledigingen", maar die aanklacht werd ingetrokken bij zijn dood later datzelfde jaar.
Gustaaf Joos overleed onverwachts in de pastorij van Landskouter op 81-jarige leeftijd en werd op 12 november 2004 begraven op het kerkhof aldaar.